# Roitzsch (Wurzen)
Roitzsch ist ein Ortsteil im Osten der sächsischen Stadt Wurzen im Landkreis Leipzig. Der Name leitet sich von dem Bach Rietzschke (slawischer Ursprung) ab, der durch den Ort fließt.

## Geschichte
Urkundlich erwähnt wurde der Ort Roitzsch erstmals im Jahre 1198.
Im Jahre 1950 wurde Roitzsch in die Stadt Wurzen eingemeindet. Zunächst gab es ein Vorwerk, später ein Rittergut, aus dem sich das Dorf entwickelte. Zwischen 2009 und 2013 erfolgte die Umsetzung der Paltrockwindmühle von Roitzsch an den heutigen Standort nördlich von Schkortitz, einem Ortsteil von Grimma.